# Єнбек (Єрейментауський район)
Єнбе́к (каз. Еңбек) — село у складі Єрейментауського району Акмолинської області Казахстану. Входить до складу Єркіншиліцького сільського округу.
Населення — 220 осіб (2021; 250 у 2009, 251 у 1999, 386 у 1989).
Національний склад станом на 1989 рік:
- казахи — 100 %.